# Santa Clara (fleuve)
Le fleuve Santa Clara est un fleuve américain de 134 km de long qui coule dans l'État de Californie. Il est l'un des principaux cours d'eau du sud de l'État.
Son bassin-versant couvre la région des Transverse Ranges au nord de Los Angeles, il coule vers l'ouest dans la plaine d'Oxnard (en) et se termine dans le canal de Santa Barbara.

## Source
- (en) Cet article est partiellement ou en totalité issu de l’article de Wikipédia en anglais intitulé « Santa Clara River (California) » (voir la liste des auteurs).